# Elżbieta Jakubiak
Elżbieta Renata Jakubiak z domu Dąbrowska (ur. 17 marca 1966 w Zatorach) – polska polityk. Minister sportu i turystyki w rządzie Jarosława Kaczyńskiego, w latach 2005–2007 szef Gabinetu Prezydenta RP i sekretarz stanu w Kancelarii Prezydenta RP, posłanka na Sejm VI kadencji.

## Życiorys
W 1991 ukończyła studia w Wyższej Szkole Pedagogiki Specjalnej w Warszawie.
W latach 1990–1992 pracowała w Społecznym Towarzystwie Oświatowym w Warszawie, a następnie do 1998 w Kancelarii Sejmu, gdzie była sekretarką wicemarszałków Jacka Kurczewskiego, Olgi Krzyżanowskiej i Jana Króla. W latach 1998–2002 pełniła funkcję dyrektora Biura Dyrektora Generalnego Urzędu do spraw Kombatantów i Osób Represjonowanych. Od 2002 pracowała jako dyrektor Biura Prezydenta Warszawy.
Od 23 grudnia 2005 do 23 lipca 2007 zajmowała stanowisko szefa Gabinetu Prezydenta Rzeczypospolitej Polskiej w randze sekretarza stanu. W okresie od 23 lipca 2007 do 16 listopada 2007 była ministrem sportu i turystyki w rządzie Jarosława Kaczyńskiego.
W wyborach parlamentarnych w 2007 została wybrana do Sejmu VI kadencji z listy Prawa i Sprawiedliwości w okręgu siedleckim. W głosowaniu otrzymała 33 509 głosów, co stanowiło najlepszy indywidualny wynik w tym okręgu. Później wstąpiła do PiS i wyborach do Parlamentu Europejskiego w 2009 bez powodzenia kandydowała w okręgu warszawskim.
8 września 2010 została zawieszona w prawach członka PiS przez prezesa partii Jarosława Kaczyńskiego. 5 listopada 2010 decyzją Komitetu Politycznego Prawa i Sprawiedliwości została wykluczona z partii wraz z Joanną Kluzik-Rostkowską „za działanie na szkodę partii”. Przystąpiła do nowo utworzonego klubu parlamentarnego ugrupowania Polska Jest Najważniejsza. 4 czerwca 2011 została wybrana na pierwszym kongresie tej partii do rady krajowej, a następnie powołana na skarbnika tego ugrupowania. W wyborach parlamentarnych w 2011 startowała bez powodzenia z pierwszego miejsca listy PJN w okręgu nr 26 (Gdynia).
7 grudnia 2013, wraz z resztą rozwiązanej tego dnia PJN, współtworzyła partię Polska Razem. Tydzień później została członkiem jej prezydium. Była także w tej partii pełnomocniczką okręgową, miejską oraz powiatową. Funkcje partyjne pełniła przez około rok.

## Życie prywatne
Córka Bronisława i Krystyny. Jest mężatką, ma troje dzieci: bliźnięta Joannę i Tomasza oraz córkę Zuzannę.

## Odznaczenia
- Krzyż Kawalerski Orderu Odrodzenia Polski – 2013[7]
- Srebrny Medal „Zasłużony Kulturze Gloria Artis” – 2005[8]
- Krzyż Wielki Orderu Zasługi – 2008, Portugalia[9][10]